# 弗蘭克·J·穆爾萬
弗蘭克·J·穆爾萬（1969年4月16日—）是美国的一位政治家，所屬政黨是民主黨。自2021年開始，他擔任印第安納州第一國會選區的聯邦眾議員。